# Tidikelt
El tidikelt és una llengua amaziga del grup de les llengües zenetes parlada a Algèria. És una de les llengües Mzab-Wargla . El tamazight tidikelt es parla a la província de Tamanrasset: àrea de Salah, Tidikelt, i Tit al sud d'Algèria, Marroc, Tunísia, i Sàhara Occidental. El tamazight tidikelt té dos dialectes, el tidikelt i el tit. El tamazight tidikelt és considerat com una llengua amenaçada, pròxima a l'extinció amb només 1.000 parlants i en disminució.

## Història
La regió del nord d'Àfrica va ser, en un moment de la història, habitada pels amazics. Les seves tribus es podien trobar en tota la regió del nord. No obstant això, quan els musulmans van envair i es van apoderar de la regió del nord d'Àfrica, van implantar l'islam i la llengua àrab, que finalment va provocar un ús reduït del tamazight tidikelt. Tenint en compte que la llengua àrab i l'islam són estretament relacionades, i molts dels amazics es convertiren a l'islam, el tamazight tidikelt va començar a esvair-se.
Avui dia els parlants restants de tamazight tidikelt són majoritàriament musulmans amb un petit percentatge de cristians.